# نورتونویل (کانزاس)
نورتونویل (به انگلیسی: Nortonville) شهری در ایالت کانزاس کشور ایالات متحده آمریکا است که جمعیت آن در سرشماری سال ۲۰۱۰ میلادی، ۶۳۷ نفر بوده‌است.